# Sardis (Tennessee)
Sardis és una població dels Estats Units a l'estat de Tennessee. Segons el cens del 2000 tenia 445 habitants.

## Demografia
Segons el cens del 2000, Sardis tenia 445 habitants, 186 habitatges, i 129 famílies. La densitat de població era de 72,8 habitants/km².
Dels 186 habitatges en un 26,3% hi vivien nens de menys de 18 anys, en un 56,5% hi vivien parelles casades, en un 9,7% dones solteres, i en un 30,6% no eren unitats familiars. En el 29% dels habitatges hi vivien persones soles el 20,4% de les quals corresponia a persones de 65 anys o més que vivien soles. El nombre mitjà de persones vivint en cada habitatge era de 2,39 i el nombre mitjà de persones que vivien en cada família era de 2,96.
Per edats la població es repartia de la següent manera: un 22,7% tenia menys de 18 anys, un 6,7% entre 18 i 24, un 25,4% entre 25 i 44, un 23,1% de 45 a 60 i un 22% 65 anys o més.
L'edat mediana era de 42 anys. Per cada 100 dones de 18 o més anys hi havia 80,1 homes.
La renda mediana per habitatge era de 30.714 $ i la renda mediana per família de 40.156 $. Els homes tenien una renda mediana de 27.159 $ mentre que les dones 20.521 $. La renda per capita de la població era de 17.189 $. Entorn del 12,6% de les famílies i el 13,7% de la població estaven per davall del llindar de pobresa.

## Poblacions més properes
El següent diagrama mostra les poblacions més properes.